# Polonia (traghetto)
Il Polonia è un traghetto appartenente alla compagnia di navigazione polacca Unity Line.

## Servizio
Varato il 21 ottobre 1994 nel cantiere navale Langsten Slip & Båtbyggeri A/S di Tomrefjorden con il nome di Polonia e consegnato il 26 maggio 1995 alla Unity Line, prende servizio il 31 maggio nei collegamenti tra Ystad e Swinoujscie, dove opera tutt'oggi in coppia con lo Skania.